# Haddad Alwi
Haddad Alwi (nacido en Yakarta, el 13 de marzo de 1966) es un cantante indonesio de la religión islámica. Su álbum, titulado Amor Apóstol (1999) es uno de sus producciones más vendido de la historia de la música religiosa de Indonesia. Este álbum ha sido reproducido en varias versiones y volúmenes. Haddad también ha colaborando con la cantamte filipina Regine Velásquez y Trisha para su próximo álbum de la calle titulado Amor 2.

## Discografía

### Álbum
- 1999: Cinta Rasul
- Cinta Rasul 2
- Cinta Rasul 3
- Cinta Rasul 4
- Cinta Rasul 5
- Cinta Rasul 6
- Cinta Rasul 7
- Jalan Cinta
- Jalan Cinta 2